# Лёррах
Лёррах (нем. Lörrach, алем. нем. Lörrach ['lœʁax], Löörech ['løːʀəx]) — город в Германии, районный центр, расположен в земле Баден-Вюртемберг.
Подчинён административному округу Фрайбург. Входит в состав района Лёррах. Население составляет 48 380 человек (на 31 декабря 2010 года). Занимает площадь 39,42 км². Официальный код — 08 3 36 050.
Город подразделяется на 3 городских района.

## Достопримечательности
- Замок Рёттельн
- многочисленные скульптуры в центре города, в том числе знаменитое «Усечённое пирамидальное помещение» Брюса Наумана.

## Прочее
В Лёррахе находится одна из фабрик американской компании Mondelēz International, известная, в первую очередь, как производитель шоколада «Milka» и Suchard.

## Известные люди, связанные с городом
- Гитциг, Фердинанд — немецкий протестантский экзегет и ориенталист.
- Гуго, Густав фон — немецкий юрист
- Дайслер, Себастьян — немецкий футболист.
- Хитцфельд, Оттмар — немецкий футболист и тренер.
- Ширмер, Марсель - басист и вокалист группы Destruction

## Фотографии

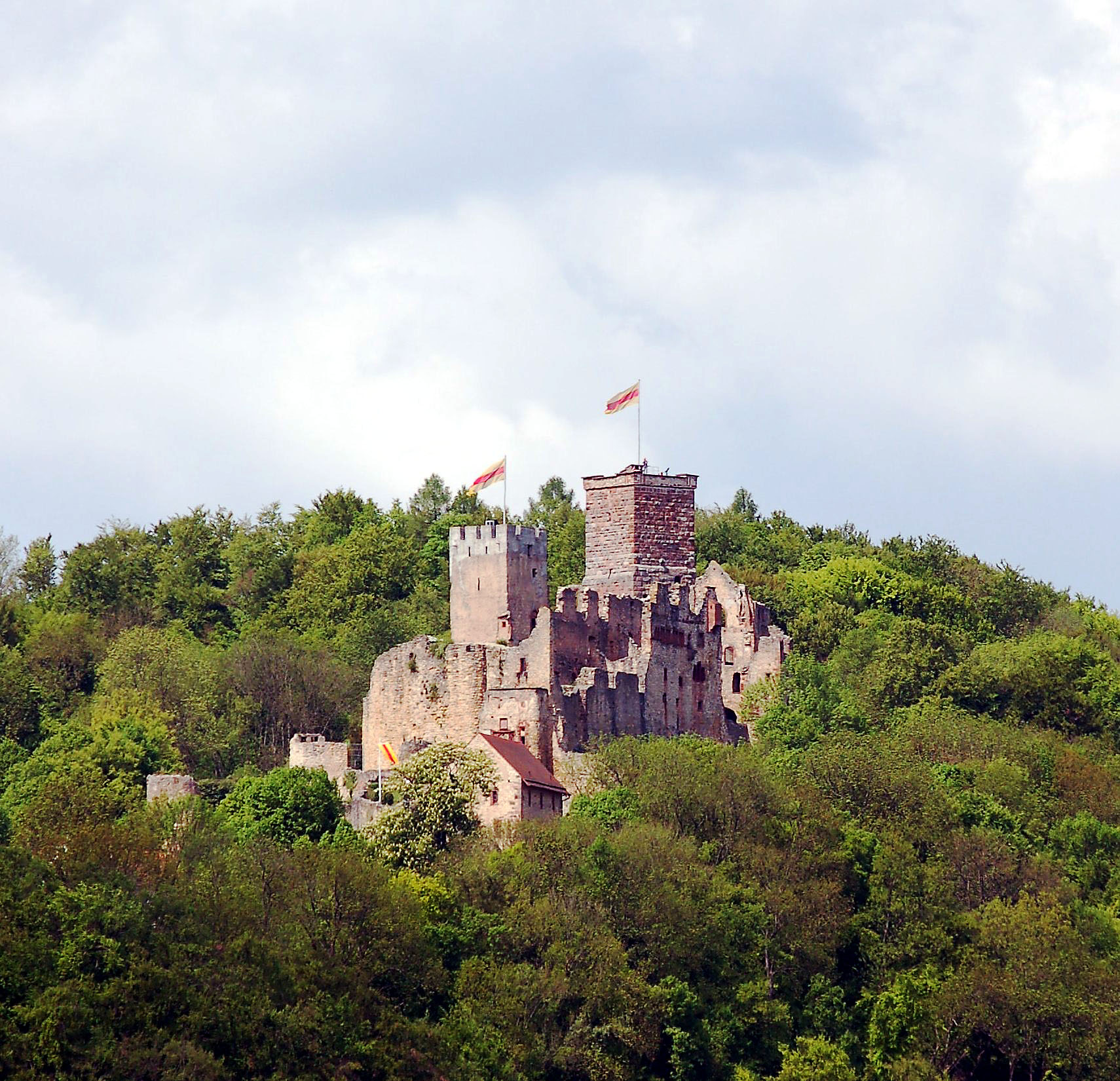
Замок Рёттельн - символ Лёрраха
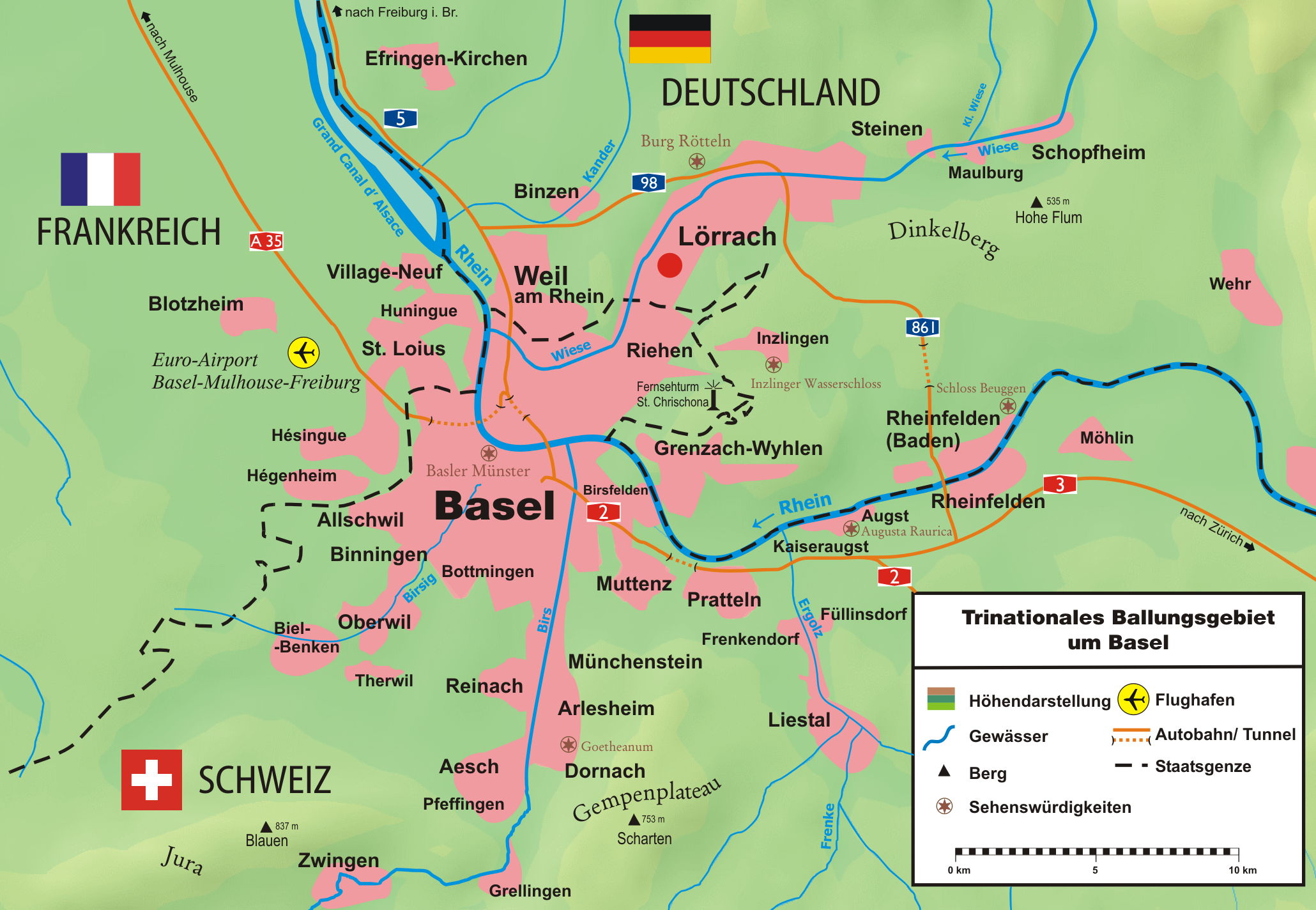
Карта региона Лёррах-Базель
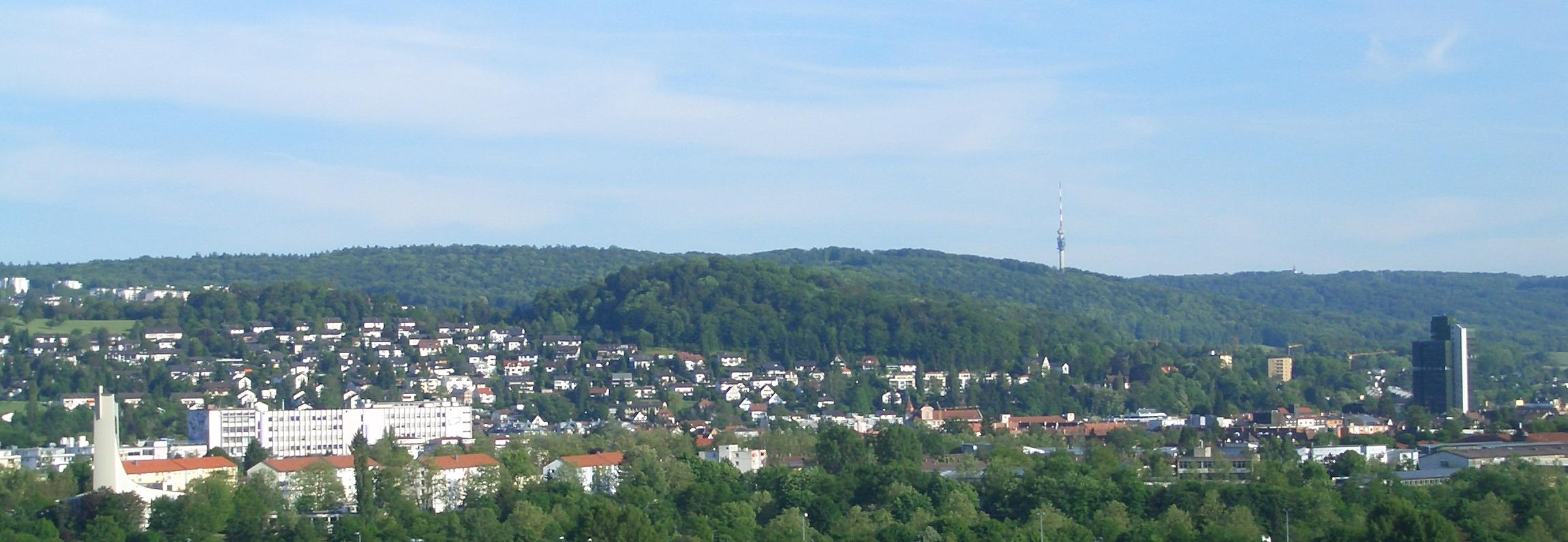
Панорама Лёрраха
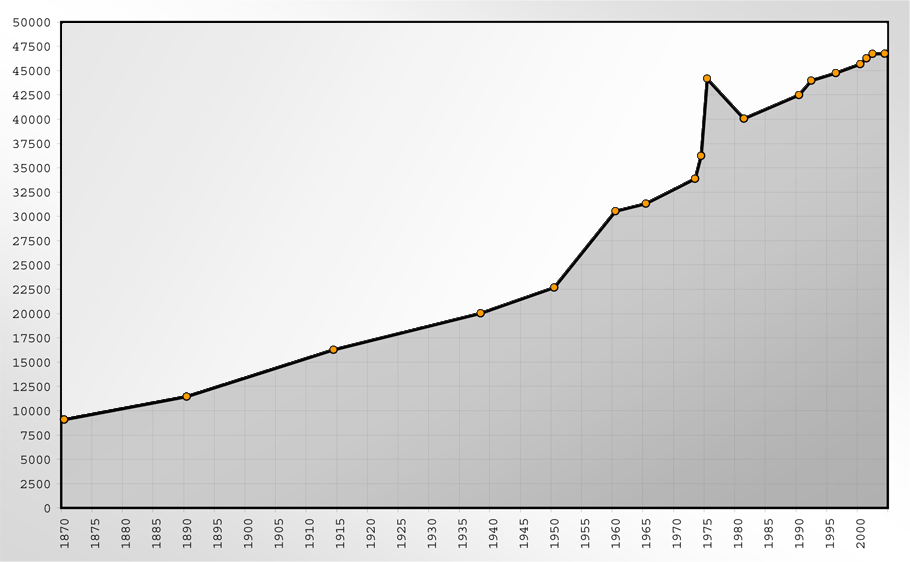
Статистика численности населения
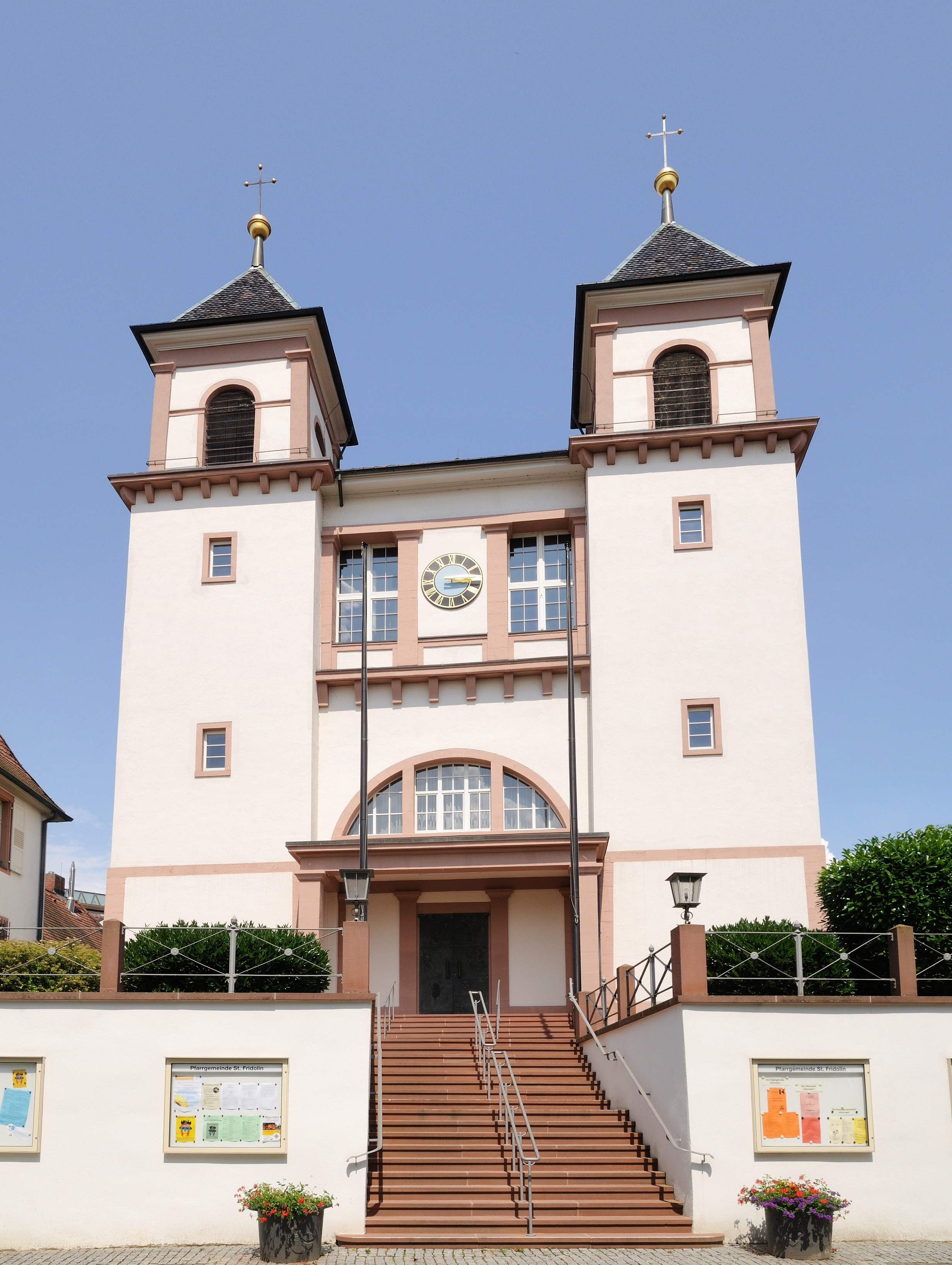
Церковь св. Фридолина
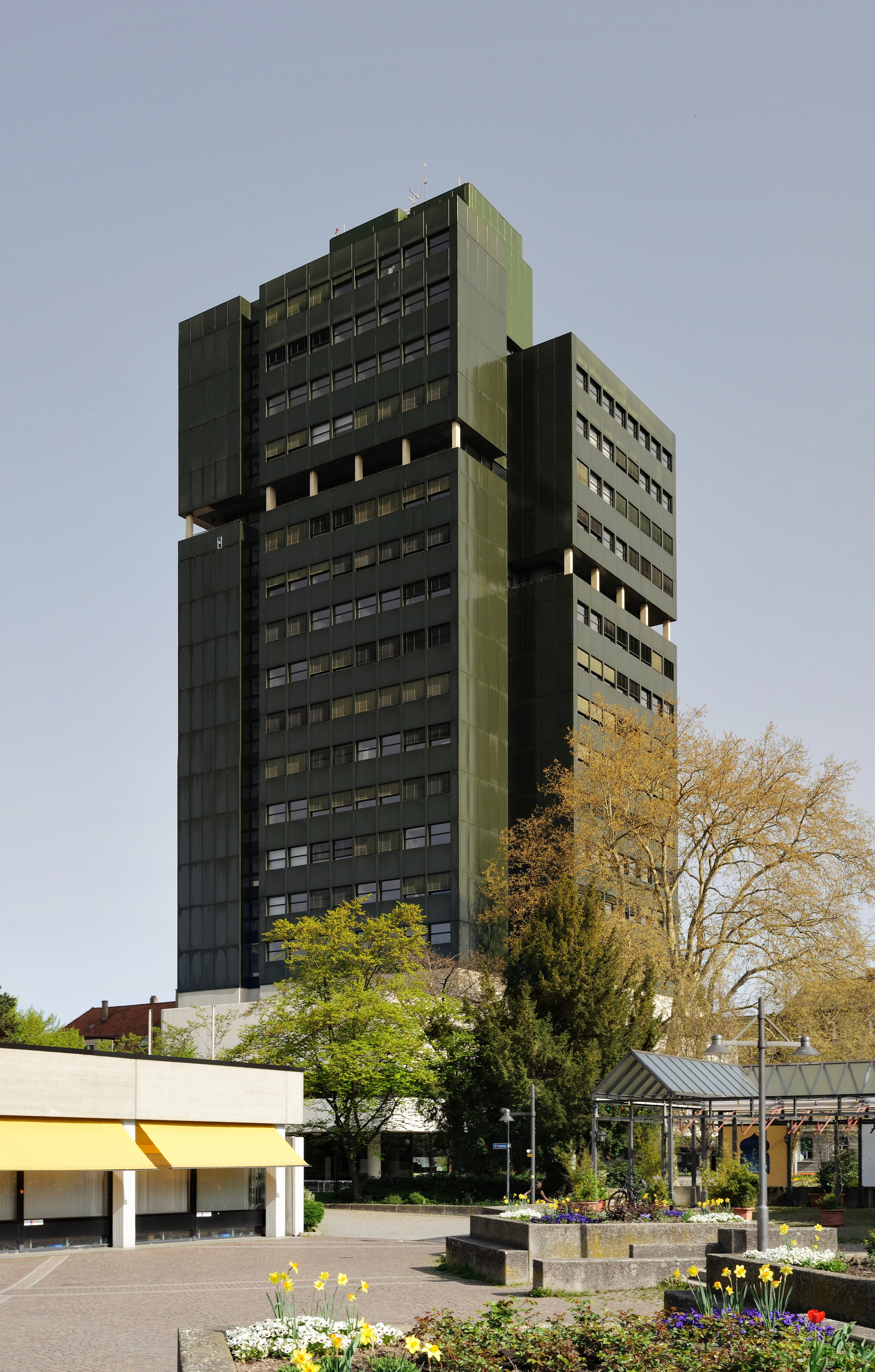
Ратуша
Герб Лёрраха
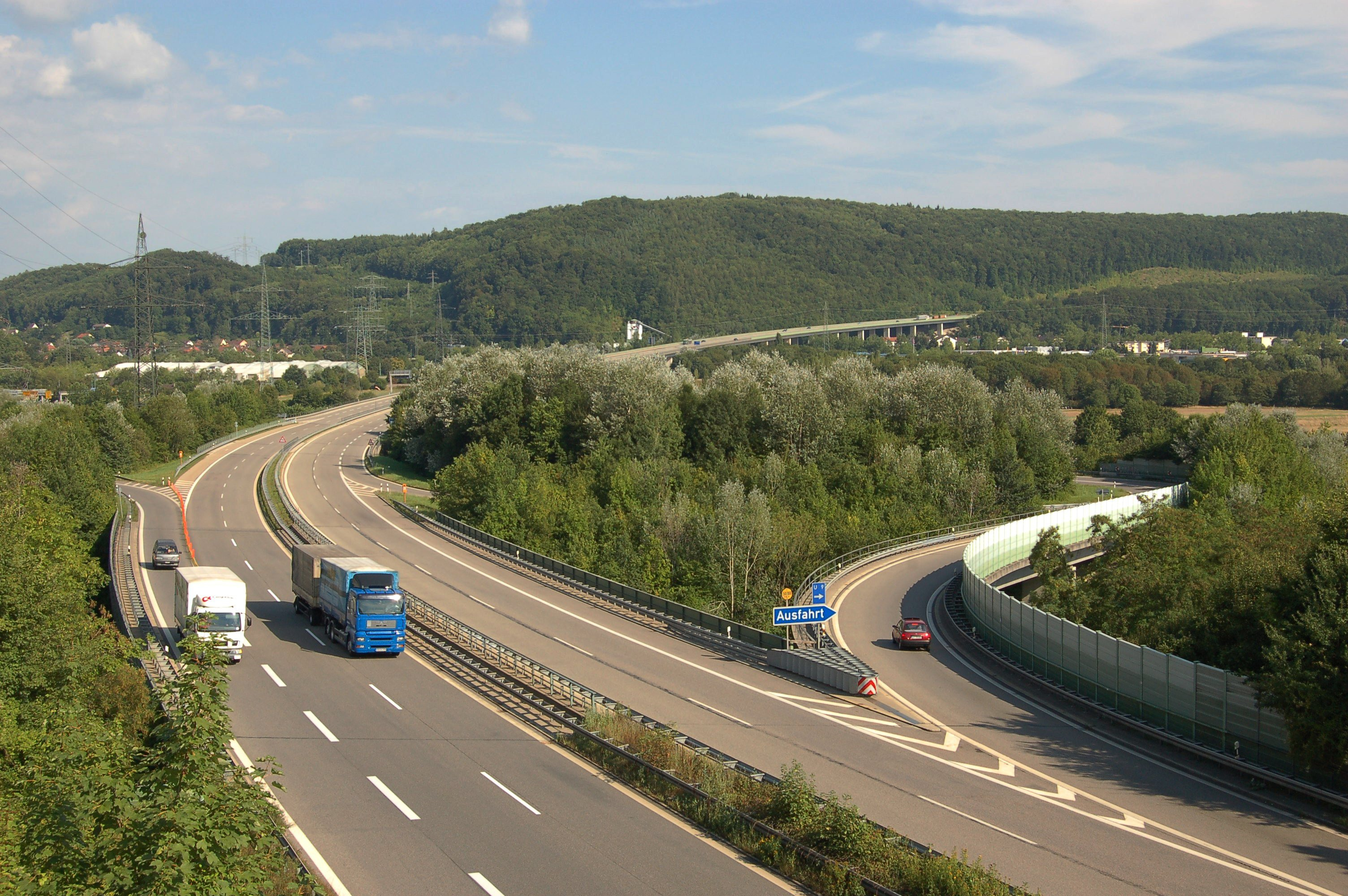
Автобан А98
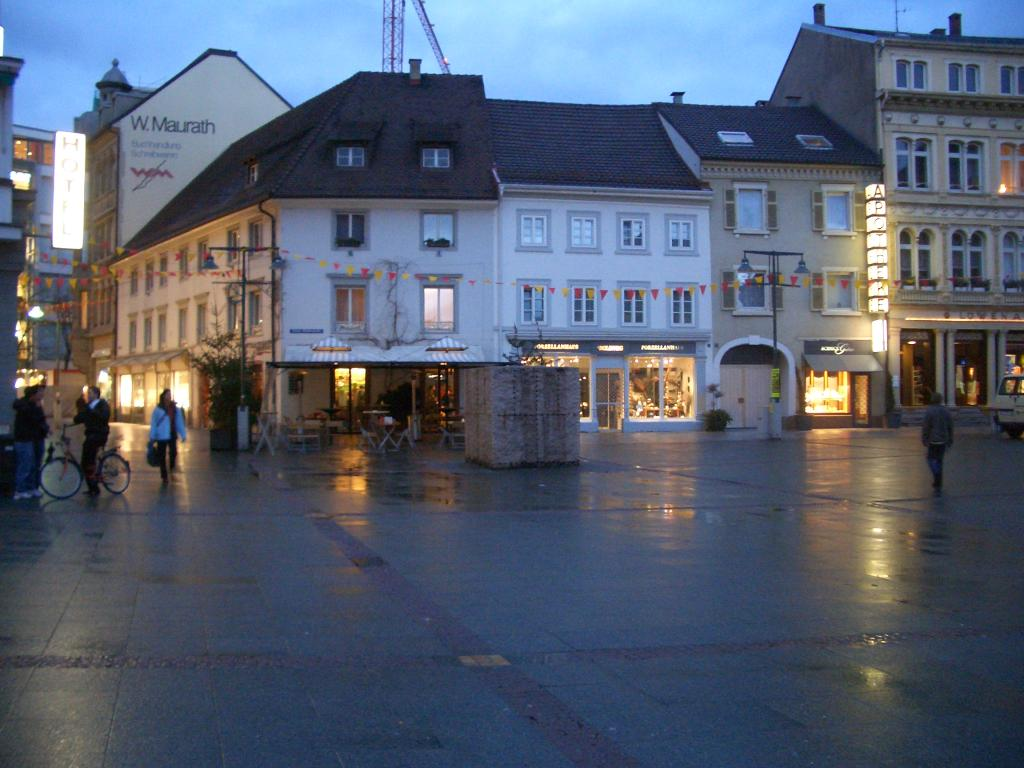
Рыночная площадь
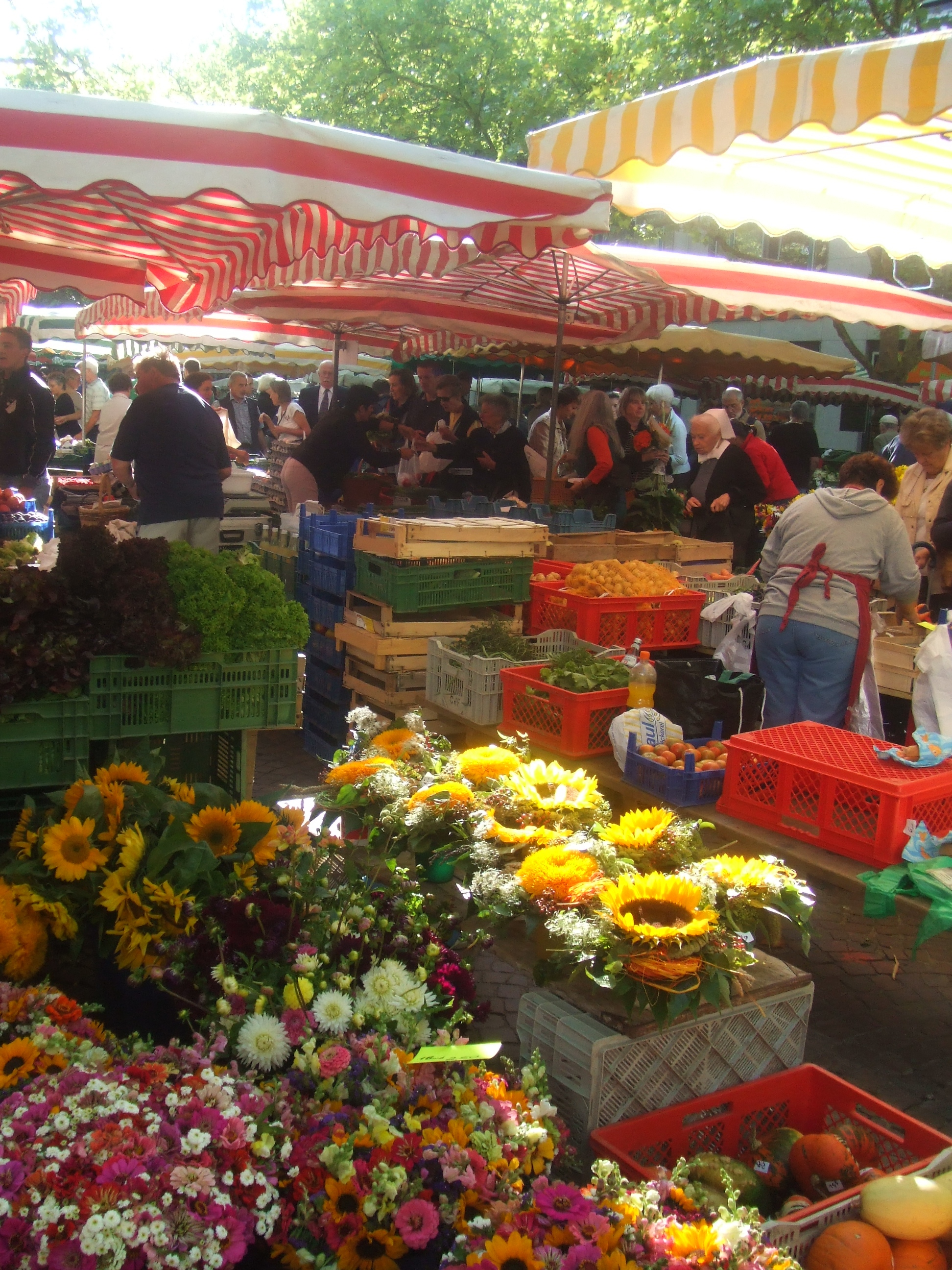
Еженедельный рынок
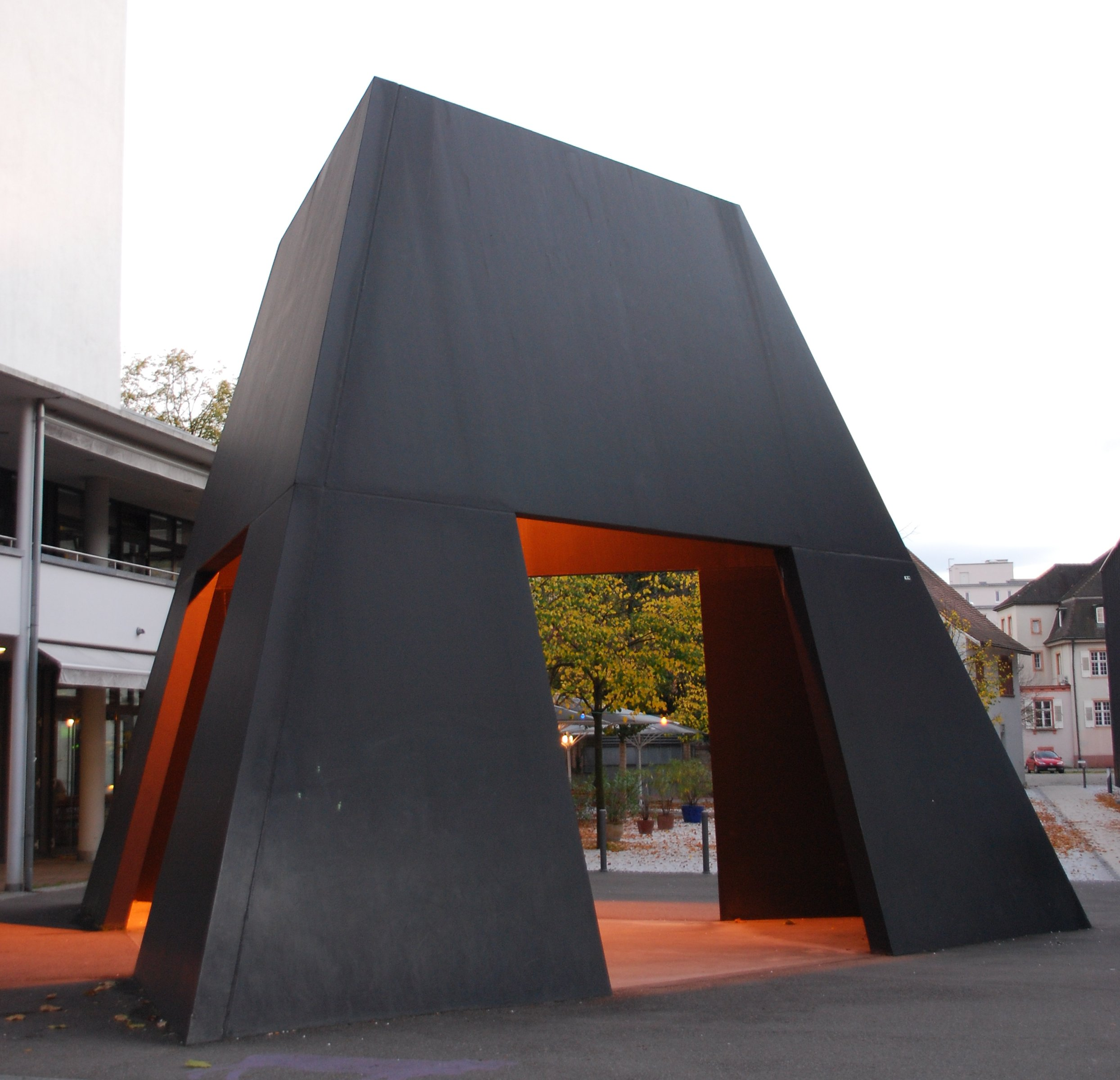
"Усечённое пирамидальное помещение" Брюса Наумана
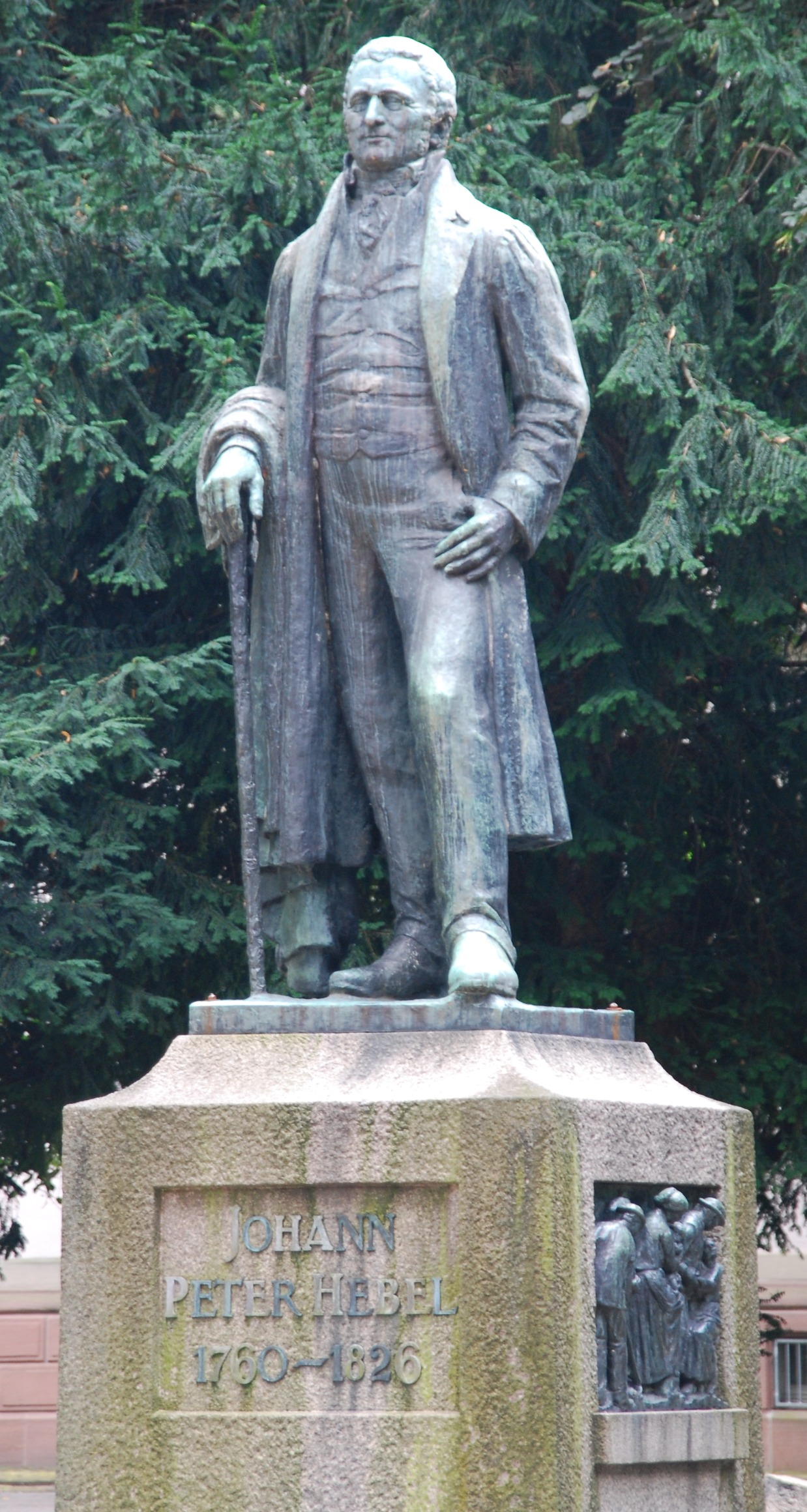
Памятник Иоганну Петеру Хебелю